# 8345 Ulmerspatz
A 8345 Ulmerspatz (ideiglenes jelöléssel 1987 BO1) a Naprendszer kisbolygóövében található aszteroida. Eric Walter Elst fedezte fel 1987. január 22-én.